# Vortäuschen einer Straftat
Beim Vortäuschen einer Straftat handelt es sich um einen Straftatbestand des deutschen Strafrechts, der im siebten Abschnitt des Besonderen Teils des Strafgesetzbuchs (StGB) in § 145d geregelt ist. Die Vorschrift zählt zu den Straftaten gegen die öffentliche Ordnung. Der Tatbestand schützt die Funktionsfähigkeit der Rechtspflege und der Strafverfolgungsbehörden vor der überflüssigen Inanspruchnahme und der Verschwendung von Ressourcen. Tatbestandsmäßig handelt, wer eine Behörde über eine Straftat täuscht.
§ 145d StGB bedroht das Vortäuschen einer Straftat im Grundsatz mit einer Freiheitsstrafe bis zu drei Jahren oder einer Geldstrafe. Damit handelt es sich gemäß § 12 Abs. 2 StGB um ein Vergehen.

## Normierung und Schutzzweck
§ 145d des Strafgesetzbuches lautet seit seiner letzten Veränderung vom 1. April 2024 wie folgt:
1. daß eine rechtswidrige Tat begangen worden sei oder
2. daß die Verwirklichung einer der in § 126 Abs. 1 genannten rechtswidrigen Taten bevorstehe,
wird mit Freiheitsstrafe bis zu drei Jahren oder mit Geldstrafe bestraft, wenn die Tat nicht in § 164, § 258 oder § 258a mit Strafe bedroht ist.
(2) Ebenso wird bestraft, wer wider besseres Wissen eine der in Absatz 1 bezeichneten Stellen über den Beteiligten
1. an einer rechtswidrigen Tat oder
2. an einer bevorstehenden, in § 126 Abs. 1 genannten rechtswidrigen Tat
zu täuschen sucht.
(3) Mit Freiheitsstrafe von drei Monaten bis zu fünf Jahren wird bestraft, wer
1. eine Tat nach Absatz 1 Nr. 1 oder Absatz 2 Nr. 1 begeht oder
2. wider besseres Wissen einer der in Absatz 1 bezeichneten Stellen vortäuscht, dass die Verwirklichung einer der in § 46b Abs. 1 Satz 1 Nr. 2 dieses Gesetzes, in § 31 Satz 1 Nr. 2 des Betäubungsmittelgesetzes, in § 4a Satz 1 Nr. 2 des Anti-Doping-Gesetzes, in § 35 Satz 1 Nummer 2 des Konsumcannabisgesetzes oder in § 26 Satz 1 Nummer 2 des Medizinal-Cannabisgesetzes genannten rechtswidrigen Taten bevorstehe, oder
3. wider besseres Wissen eine dieser Stellen über den Beteiligten an einer bevorstehenden Tat nach Nummer 2 zu täuschen sucht,
um eine Strafmilderung oder ein Absehen von Strafe nach § 46b dieses Gesetzes, § 31 des Betäubungsmittelgesetzes, § 4a des Anti-Doping-Gesetzes, § 35 des Konsumcannabisgesetzes oder § 26 des Medizinal-Cannabisgesetzes zu erlangen.
§ 145d StGB dient dem Schutz der Rechtspflege und der Strafverfolgungsbehörden.
In systematischer Hinsicht handelt sich bei § 145d StGB nach überwiegender Auffassung um ein abstraktes Gefährdungsdelikt. Zur Strafbarkeit lässt § 145d StGB die Begehung einer Handlung genügen, die sich dazu eignet, behördliche Ressourcen zu vergeuden. Ob es tatsächlich zu einer Ressourcenvergeudung kommt, ist unerheblich.

## Entstehungsgeschichte
§ 145d StGB wurde 1943 durch die Strafrechtsangleichungsverordnung in das Reichsstrafgesetzbuch eingeführt. In ihrer ursprünglichen Fassung machte sich hiernach strafbar, wer einer Dienststelle die Begehung einer Straftat vortäuschte oder eine Dienststelle über die Person eines Tatbeteiligten täuschte. Die Strafdrohung betrug Gefängnisstrafe bis zu zwei Jahren oder Geldstrafe. Die Vorschrift wurde gegenüber anderen Rechtspflegedelikten, insbesondere der falschen Verdächtigung (§ 164 RStGB), als Auffangdelikt konzipiert. Die Vorschrift wurde als Reaktion auf eine Lücke des § 164 RStGB eingeführt. Diese Vorschrift beschränkte sich auf Täuschungen, die eine Person zu Unrecht einer Straftat bezichteten. Keine Anwendung fand sie daher in Fällen, in denen der Täter gegenüber den Behörden eine Tat vortäuschte, ohne eine bestimmte Person als Tatverdächtigen zu benennen.
Nach der Gründung der Bundesrepublik wurde das bisherige RStGB durch das dritte Strafrechtsänderungsgesetz als StGB neu bekanntgemacht. § 145d StGB blieb hierbei zunächst unverändert. Eine erste Änderung erfolgte durch das erste Strafrechtsreformgesetz von 1969, das unter anderem das Sanktionenrecht neu gestaltete. So ersetzte es die bisherige Gefängnisstrafe durch die Freiheitsstrafe. 1975 reduzierte der Gesetzgeber die Höchststrafe auf ein Jahr Freiheitsstrafe. Ein Jahr später erhöhte er die Höchststrafe auf drei Jahre und fügte Absatz 2 an.
Absatz 3 StGB wurde als strafschärfende Qualifikation mit Wirkung zum 1. September 2009 eingeführt. Hierdurch wollte der Gesetzgeber dem Missbrauch von Kronzeugenregelungen vorbeugen. Zum 1. Oktober 2021 wurde die neue Kronzeugenregelung des Anti-Doping-Gesetzes hinzugefügt. Zum 1. April 2024 wurde § 145d Abs. 3 StGB an die Teillegalisierung von Cannabis angepasst.

## Tatbestand

### Täuschen über eine Tat oder über einen Tatbeteiligten
§ 145d StGB enthält im Wesentlichen zwei Gruppen von Tathandlungen. § 145d Abs. 1 StGB hat das Vortäuschen der Begehung von Straftaten zum Gegenstand. § 145d Abs. 2 StGB bezieht sich demgegenüber auf Täuschungen über die Identität von Tatbeteiligten. Beide Absätze differenzieren zwischen Täuschungen, die vergangene Taten behandeln, und Täuschungen, die sich auf künftige Taten nach § 126 StGB beziehen.
Im Hinblick auf den Schutzzweck der Norm muss die Täuschungshandlung so beschaffen sein, dass sie behördliche Ermittlungen veranlassen kann. Hieran fehlt es insbesondere, wenn sich die vorgetäuschte Tat nach den Schilderungen des Täters als gerechtfertigt oder entschuldigt erweist.
Als Täuschungshandlungen kommen sowohl das ausdrückliche Machen falscher Angaben als auch das Schaffen von Verdachtsmomenten in Frage.
Umstritten ist die rechtliche Bewertung von Fällen, in denen die Täuschung auf einer wahren Tatsache aufbaut. So verhält es sich insbesondere, wenn der Täter eine Tat, die tatsächlich begangen wurde, aufbauscht.

### Adressat der Täuschung
§ 145d StGB setzt voraus, dass das Vortäuschen gegenüber einer Behörde oder einer zur Entgegennahme von Anzeigen zuständigen Stelle erfolgt. Hierzu zählen gemäß § 158 Abs. 1 S. 1 StPO insbesondere Polizeibehörden, Staatsanwaltschaften und Gerichte. Als Täuschungsadressaten kommen nur deutsche Behörden oder Stellen in Frage, weil die Vorschrift dem Schutz der deutschen Staatsgewalt dient. Im Hinblick auf den Schutzzweck der Norm setzt die Strafbarkeit nicht voraus, dass sich die Äußerung unmittelbar an die Behörde oder Stelle richtet. Es genügt, wenn die Behörde die Täuschung zufällig zur Kenntnis nimmt.

### Vorsatz
Eine Strafbarkeit nach § 145d StGB setzt gemäß § 15 StGB zunächst voraus, dass der Täter mit Eventualvorsatz hinsichtlich aller objektiven Tatbestandsmerkmale handelt. Dieser ist gegeben, wenn er billigend in Kauf nimmt, die objektiven Tatbestandsmerkmale zu verwirklichen.
Ferner muss der Täter die Täuschung wider besseres Wissen begehen. 

## Versuch und Vollendung
Der Versuch des Vortäuschens ist mangels entsprechender gesetzlicher Anordnung nicht strafbar. Strafbar ist das Vortäuschen daher nur, wenn es zur Vollendung gelangt. Hierzu kommt es, sobald die in § 145d StGB genannten Behörden die Täuschung zur Kenntnis nehmen. Keine Vollendung liegt indes vor, wenn der Täter seine Täuschungshandlung bis zur Kenntnisnahme der Behörde hiervon widerruft.

## Prozessuales und Strafzumessung
Da die Höchststrafe für das Vortäuschen einer Straftat im Grundsatz drei Jahre beträgt, verjährt die Tat laut § 78 StGB nach fünf Jahren.
§ 145d Abs. 3 enthält eine strafschärfende Qualifikation für den Fall, dass der Täter die Tat begeht, um sich eine Strafmilderung oder ein Absehen von Strafe zu erschleichen.
§ 145d Abs. 4 StGB sieht eine Strafmilderung für minder schwere Fälle vor.

## Kriminologie
Laut polizeilicher Statistik werden am häufigsten Raub und Diebstahl vorgetäuscht.